# Правовой режим конопли в Таджикистане
Конопля в Таджикистане является незаконной, а её производство, продажа и хранение предусматривают суровые наказания. Наказания включают до пяти лет лишения свободы за хранение и смертную казнь или 25-летний срок за продажу.
Согласно Всемирному докладу о наркотиках за 2006 год, 3,4% населения употребляют марихуану хотя бы раз в год.  Опрос 5003 школьников 15-16 лет показал, что 0,5% опрошенных сообщили, что хотя бы раз пробовали марихуану или гашиш.  Организация Объединенных Наций описала Таджикистан как «относительно незначительную проблему», сообщив о 30,95 га диких растений и 1,24 га незаконного выращивания конопли в 2006 году. Большая часть выращивания предназначена для личного использования.  В целом можно сказать, что из общего числа официально зарегистрированных наркопотребителей только 3,7% употребляют марихуану. 

## История и статистика
Конопля родом из Центральной Азии и в изобилии растет в дикой природе. Выращивание и использование конопли в этом районе насчитывает не менее 2500 лет. Во времена Советского Союза были предприняты крупномасштабные меры по искоренению конопли. После обретения Таджикистаном независимости эти кампании были сокращены из-за ограниченных ресурсов.
Согласно информации УНП ООН наркотики каннабисной группы составляют наибольшую долю в объеме наркотиков, изъятых в  Казахстане,  Кыргызстане и Таджикистане. Основная часть незаконно производимого в указанных странах каннабиса  предназначается для внутреннего рынка, меньшая вывозится в Европу и Российскую Федерацию. Так, доля Таджикистана в общем объеме изъятия каннабисной смолы в Центральной Азии составила 54 %, что может свидетельствовать о высоком спросе в странах, расположенных  вдоль  северного  маршрута. 